# Juan José Álvarez (1821-1892)
Juan José Álvarez (Paraná, 15 de mayo de 1821-Buenos Aires, 10 de julio de 1892) fue un sacerdote católico, abogado y político argentino. Fue diputado al Congreso de la Confederación Argentina en Paraná por la provincia de Entre Ríos entre 1854 y 1858, y presidente de la Cámara de Diputados en 1857. Luego fue diputado al Congreso de la Nación Argentina por Entre Ríos, por dos mandatos consecutivos (1873-1878).

## Biografía
Nació en Paraná en 1821. Trasladado a Buenos Aires, estudió filosofía y lógica en el Convento de San Francisco y en la Universidad de Buenos Aires, graduándose de doctor en derecho canónico y civil en 1846. Dictó clases de filosofía en la Universidad de Buenos Aires y en 1847 se ordenó de sacerdote. Luego ingresó a la Academia de Jurisprudencia.
En 1852, Justo José de Urquiza le confirió el título de capellán general castrense del Ejército Grande que triunfó en la batalla de Caseros. Un año antes, Urquiza lo había enviado a Montevideo para transmitir de forma privada al cónsul romano en dicha ciudad, las intenciones de reanudar relaciones con la Santa Sede.
En 1854 asumió como diputado en el Congreso de la Confederación Argentina en Paraná por la provincia de Entre Ríos, integrando la primera legislatura del Congreso. Fue vicepresidente segundo y en mayo de 1857 fue elegido presidente de la Cámara de Diputados durante un año. Estuvo acompañado por Manuel José Navarro en la vicepresidencia primera y por Luciano Torrent en la vicepresidencia segunda de la Cámara. Finalizó su mandato como diputado en 1858.
A lo largo de su carrera desempeñó varios cargos eclesiásticos en la diócesis de Paraná siendo, entre otros, previsor, vicario general y deán de la Catedral de Paraná. También estableció colegios y ejerció misiones evangelizadoras en los territorios del Gran Chaco y La Pampa.
En 1873 fue elegido a la Cámara de Diputados de la Nación Argentina por Entre Ríos, con un segundo mandato entre 1874 y 1878.
Falleció en Buenos Aires en 1892.